# Église Sainte-Marie de Lija
Pour les articles homonymes, voir Église Sainte-Marie.
L'église Sainte-Marie est une église catholique située à Lija, à Malte.

## Historique
Construite en 1569, elle a été reconstruite un siècle plus tard.